# Ferenc E. van der Sluijs
Ferenc E. van der Sluijs – holenderski dj i producent muzyczny.
Artysta ten działa na scenach acid, electro i techno pod wieloma różnymi pseudonimami, z których najbardziej znany jest jako I-F. Jego twórczość inspirowana jest muzyką lat 70./80. Tworząc, wykorzystuje on analogowe instrumentarium (syntezatory, automaty perkusyjne). Sluijs jest także założycielem i właścicielem wydawnictwa Viewlexx oraz radia internetowego Cybernetic Broadcasting System (C.B.S.). 

## Projekty solowe i pseudonimy
- Beverly Hills 808303
- HOTT
- Housemaid
- I-F
- Interr-Ference
- Jungian Archetype
- Lonny
- Parallax
- The Interr-fering Nova